# Contea di Washburn
La contea di Washburn (in inglese, Washburn County) è una contea dello Stato del Wisconsin, negli Stati Uniti. La popolazione al censimento del 2000 era di 16 036 abitanti. Il capoluogo di contea è Shell Lake.